# Psilocymbium
Psilocymbium is een geslacht van spinnen uit de familie hangmatspinnen (Linyphiidae). 

## Soorten
De volgende soorten zijn bij het geslacht ingedeeld:
- Psilocymbium acanthodes Miller, 2007
- Psilocymbium antonina Rodrigues & Ott, 2010
- Psilocymbium defloccatum (Keyserling, 1886)
- Psilocymbium incertum Millidge, 1991
- Psilocymbium lineatum (Millidge, 1991)
- Psilocymbium pilifrons Millidge, 1991
- Psilocymbium tuberosum Millidge, 1991